# Gare de Mouy - Bury
La gare de Mouy - Bury est une gare ferroviaire française de la ligne de Creil à Beauvais, située sur le territoire de la commune de Bury (à 600 m du centre-ville), dans le département de l'Oise, en région Hauts-de-France. L'emprise de la gare est partagée entre Bury et Angy ; elle se trouve néanmoins à proximité immédiate de Mouy, où se trouve le parvis.
Elle est mise en service en 1857 par la Compagnie des chemins de fer du Nord.
C'est une gare de la Société nationale des chemins de fer français (SNCF), desservie par des trains TER Hauts-de-France.

## Situation ferroviaire

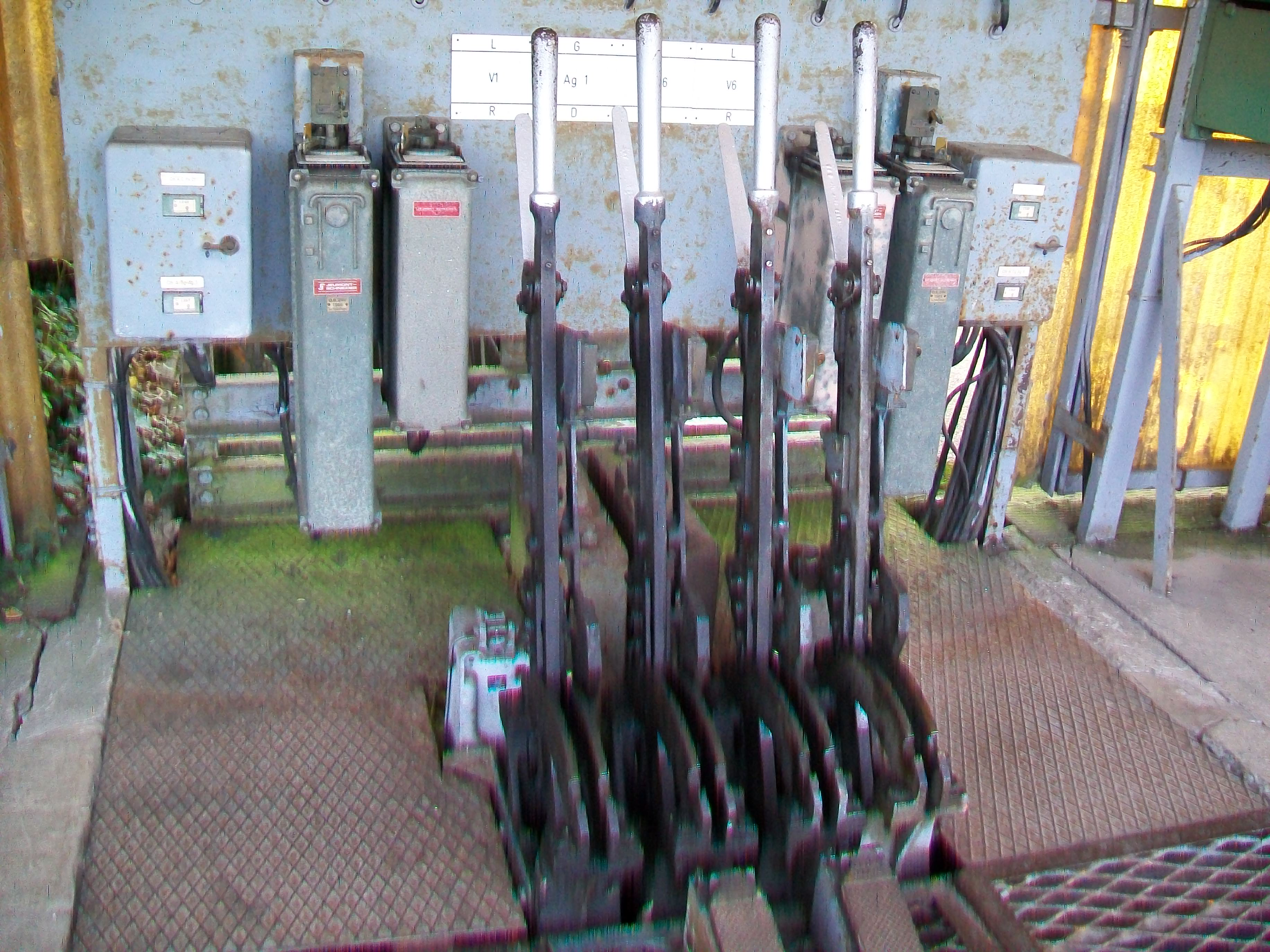
Le poste d'aiguillage, en 2012.

Établie à 42 m d'altitude, la gare de Mouy - Bury est située au point kilométrique (PK) 65,894 de la ligne de Creil à Beauvais, entre les gares de Balagny - Saint-Épin et d'Heilles - Mouchy.

## Histoire
Les travaux pour la création de la ligne de Creil à Beauvais sont réalisés par la Compagnie des chemins de fer des Ardennes qui l'échange le 17 juin 1857 avec la Compagnie des chemins de fer du Nord. La ligne est inaugurée le 28 juin 1857, sa mise en service ainsi que celle de la station de Mouy-Bury a lieu le 1er septembre 1857.
Un monument en hommage à l'action de Charles Philippe Henri de Noailles (duc de Mouchy) pour la réalisation de la ligne de Creil à Beauvais est inauguré le 20 septembre 1857 sur la place de la station de Mouy-Bury. Il comporte une œuvre, réalisée par le sculpteur Carlo Marochetti, intitulée « buste du duc de Mouchy ».

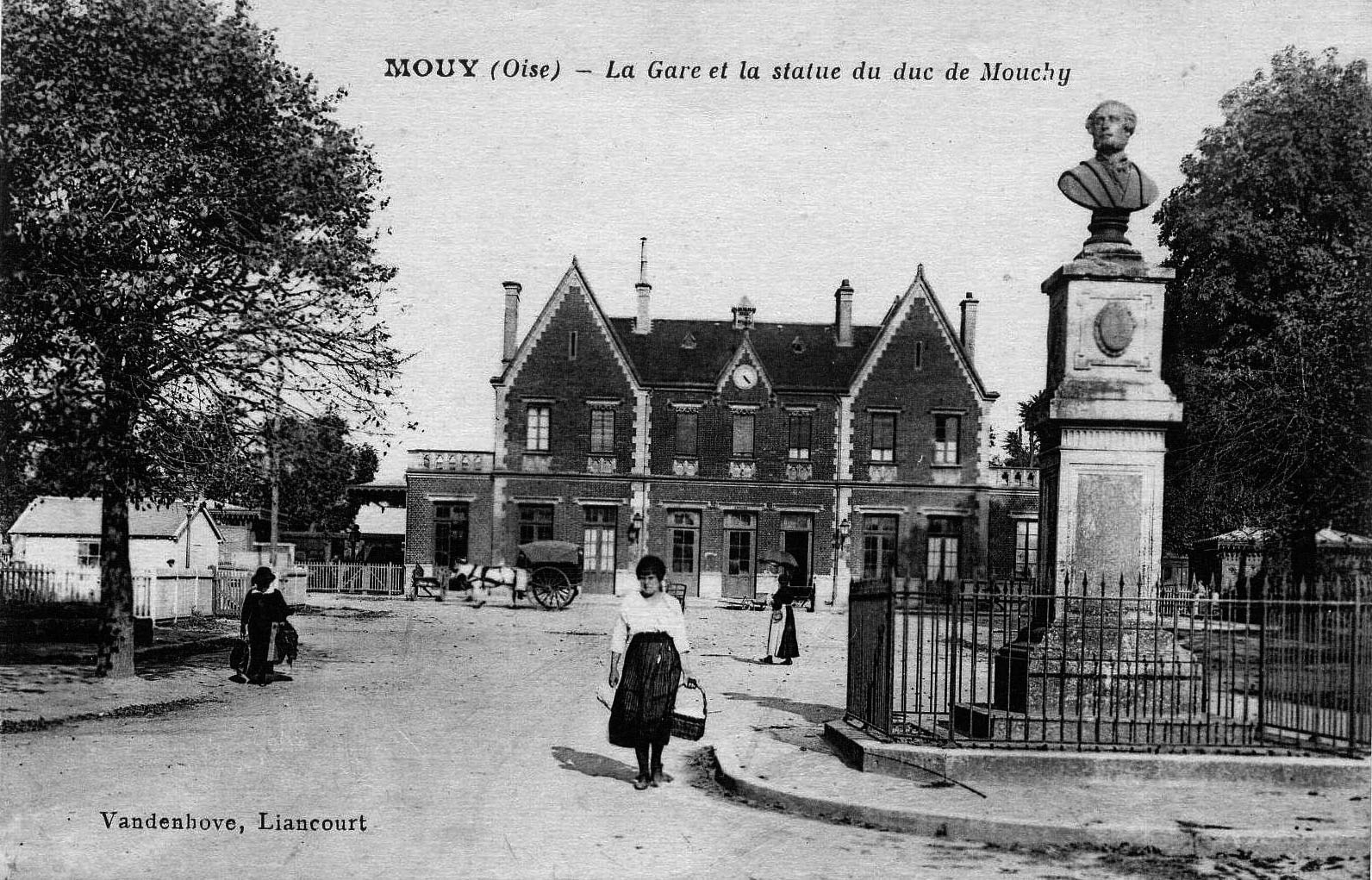
La gare de Mouy et le monument au duc de Mouchy, vers 1900.

## Service des voyageurs
La gare, menacée plusieurs fois de fermeture dans les années 2010, accueille en 2018 plus de 165 000 voyageurs et a été rénovée en 2019.

### Accueil

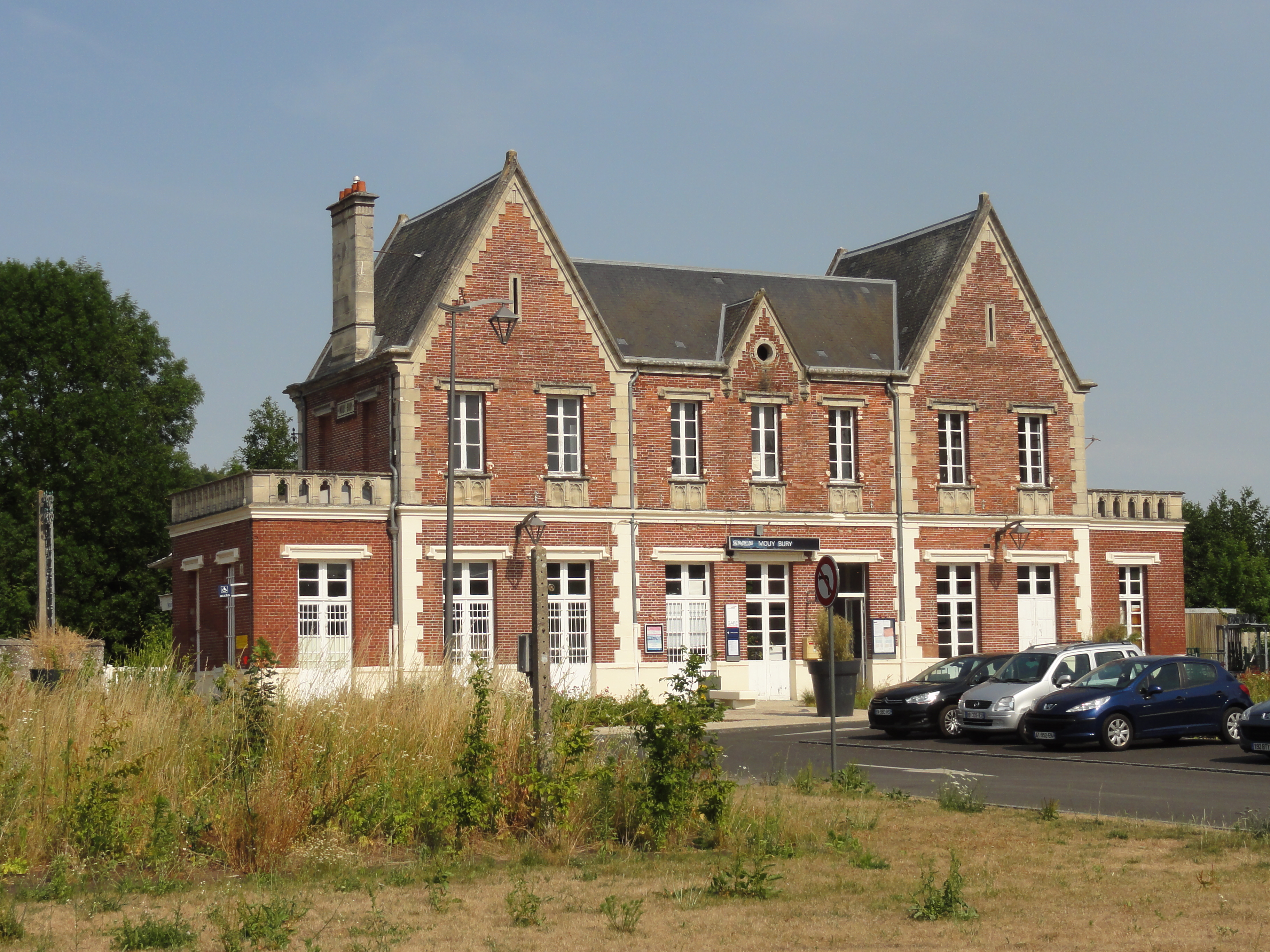
La façade de la gare, avant sa rénovation de 2019.

Gare SNCF, elle dispose d'un bâtiment voyageurs, avec guichets, ouvert tous les jours.  
Un passage planchéié permet la traversée des voies et la circulation d'un quai à l'autre.
La gare, rénovée en 2019 pour 500 000 €, dont les trois quarts ont été apportés par la Région Hauts-de-France, offre depuis un système d'information dynamique, des portes automatiques, des balises sonores, des locaux accessibles aux personnes à mobilité réduite, un éclairage renforcé, des sièges et bancs renouvelés, ainsi qu'une façade rénovée,

### Desserte
Mouy - Bury est desservie par des trains TER Hauts-de-France qui effectuent des missions entre les gares de Creil et de Beauvais (ligne P32).

### Intermodalité
Un parking sommaire pour les véhicules y est aménagé, et, depuis 2019, des abris pour dix vélos.
La gare est desservie par la ligne 3 du réseau urbain Lebus de Clermont.

## Patrimoine ferroviaire
Le bâtiment voyageurs (B.V.) d’origine est toujours utilisé par la SNCF. Œuvre de Félix Langlais, il partage de nombreux points communs avec les gares de Beauvais, d'Hermes - Berthecourt, de Cires-lès-Mello ainsi qu’avec celui, beaucoup plus petit, de la gare d'Heilles - Mouchy.
Le B.V. de la gare de Mouy - Bury est symétrique et ne comportait pas d'ailes à l’origine. Son corps central est proche de celui de la gare de Beauvais, avec une toiture sous bâtière longitudinale à pente importante, comportant en son centre un petit fronton abritant l'horloge de la gare, et flanquée de deux grands pignons percés de meurtrières. Toutefois, le corps central de la gare de Mouy - Bury est plus grand qu'à Beauvais (avec trois travées au centre et deux sous chaque pignons).
Les ailes latérales, ajoutées ultérieurement, ont un toit à pente quasi-nulle avec un parapet en pierre doté d'arcs trilobés. Ce motif se retrouve également en bas-relief sous les fenêtres du premier étage.
Comme sur les autres gares semblables de la ligne, la façade est en brique, les portes et fenêtres sont surmontés de linteaux droits en pierre de taille. Des chaînages harpés en pierre rythment les angles des façades et les corniches du pignon. Une marquise métallique courait autrefois sur deux façades du bâtiment.
Contrairement à la gare de Beauvais, l’horloge du fronton a depuis disparu ; la façade a en revanche conservé les parapets et bas-reliefs à arcs trilobés (disparus à Beauvais).

## Galerie de photos

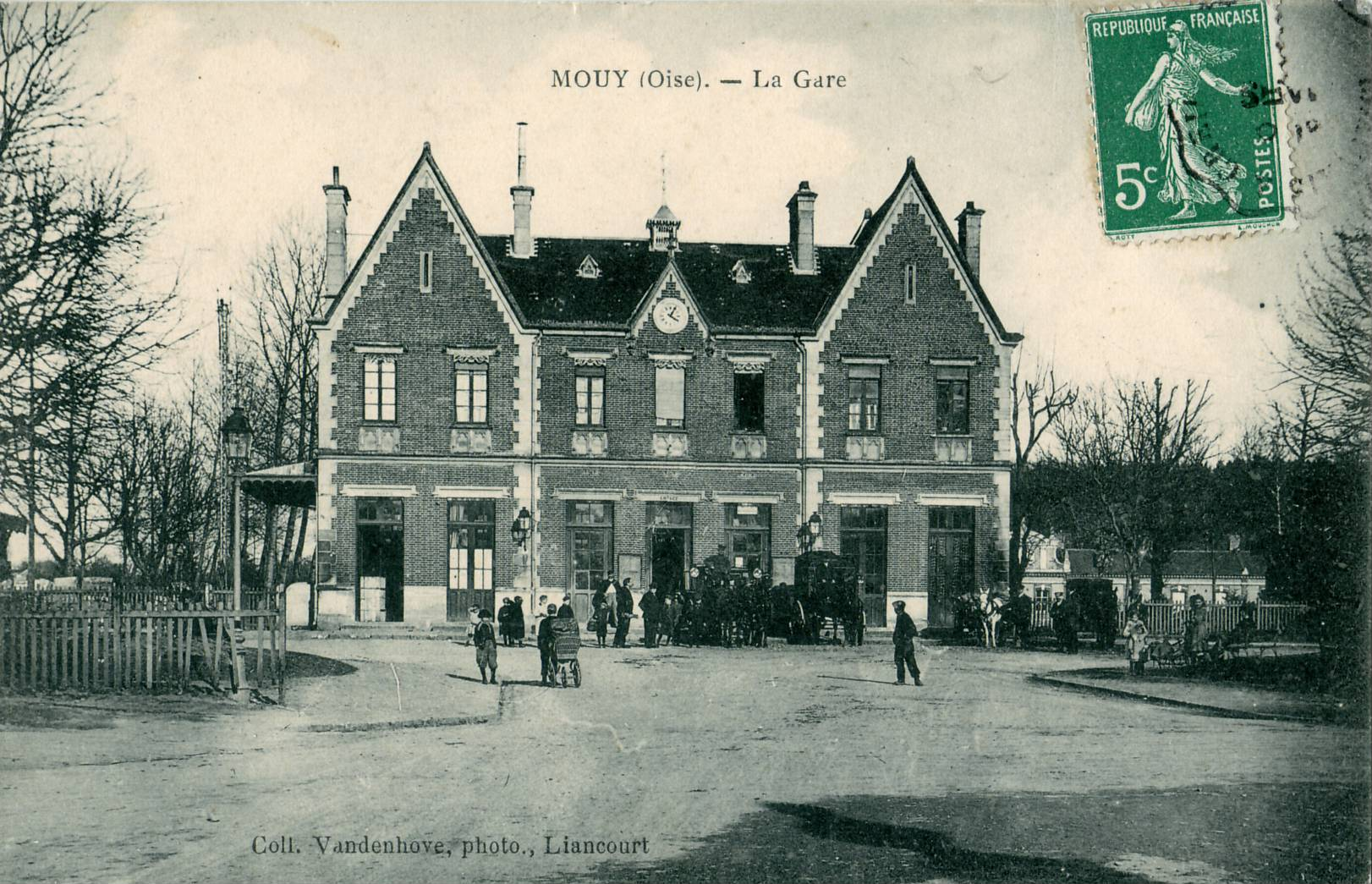
Le bâtiment voyageurs vers 1900.
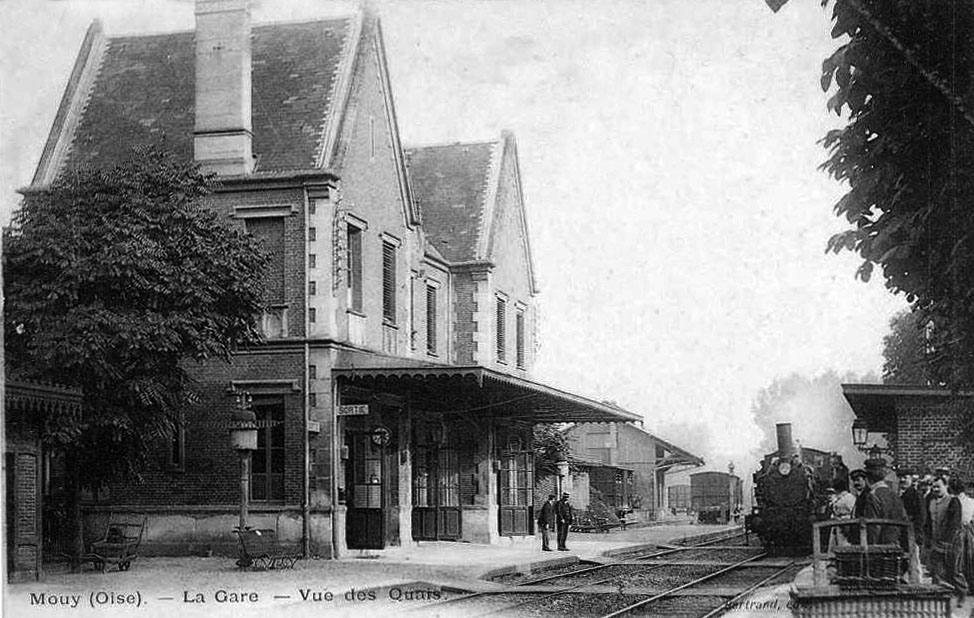
Les quais, à la même époque.
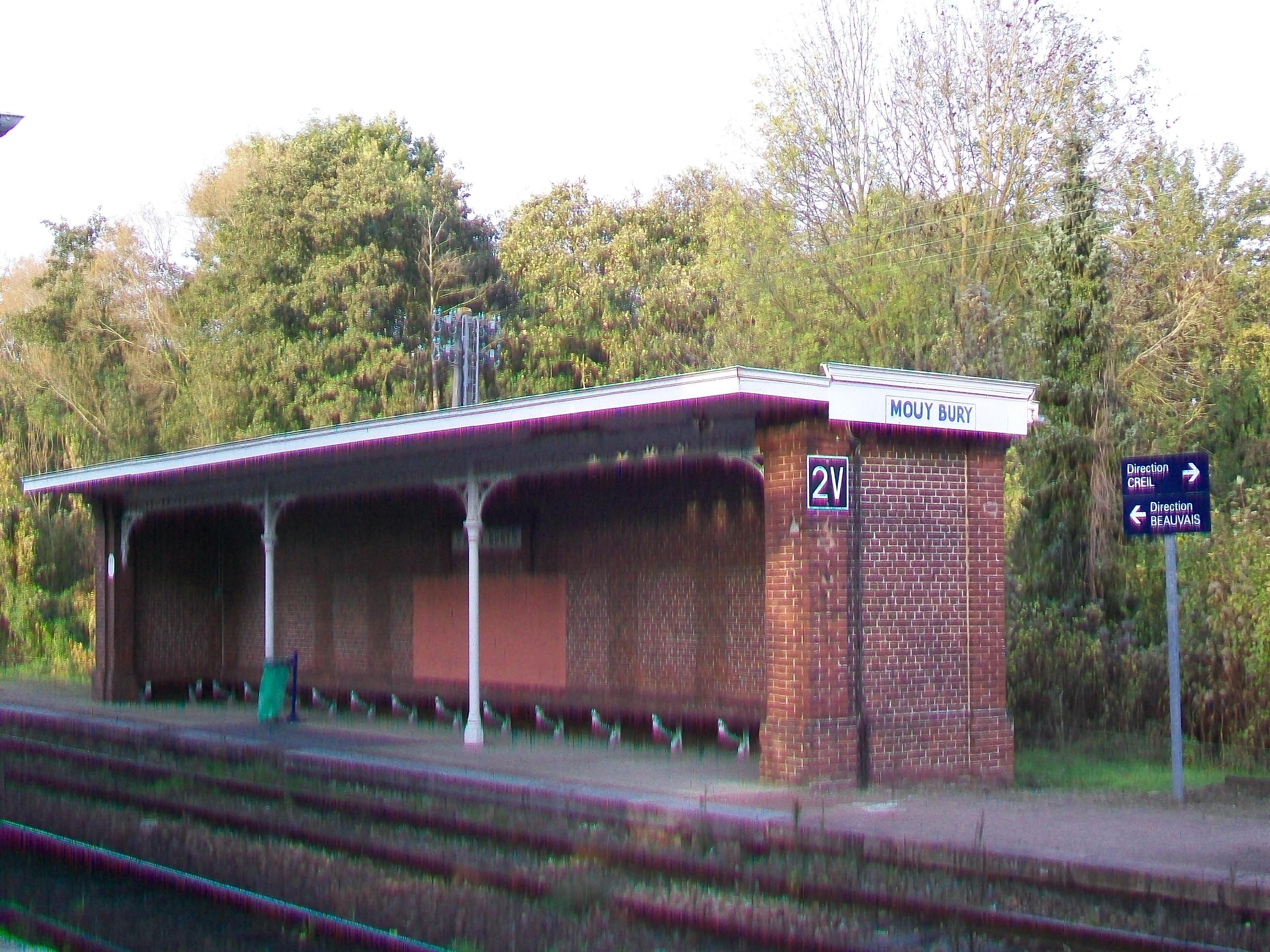
L'abri de quai en 2012.